# L'Apothicaire
L'Apothicaire est un roman policier médiéval de l'écrivain français Henri Lœvenbruck et édité par Flammarion en 2011.

## Synopsis
Le livre fait le récit des aventures d'Andreas Saint-Loup dit l'Apothicaire en 1313.